# Копальня Вайт-Айленд
Копальня Вайт-Айленд — колишнє гірничодобувне підприємство, яке діяло на острові Вайт-Айленд (Уакаарі, Whakaari) за кілька десятків кілометрів від узбережжя Північного острова Нової Зеландії.
Вайт-Айленд відомий своєю активною вулканічною діяльністю, з якою й пов'язані виникнення покладів сірки. Вперше зацікавленість цим ресурсом виявили ще у 1840-х роках, коли незначні обсяги сірки експортували до Європи.
В 1867-му права на острів виборола в суді сім'я європейсько-маорійського походження, а в 1874-му після двох продажів Вайт-Айленд опинився в руках двох підприємців, що вперше спробували організувати промисловий видобуток. Всього було вилучено від 600 до 700 тонн сірки, яку вивезли до Сіднею. Є відомості, що вже у цей період продукція промислу проходила попередню підготовку на узбережжі регіона Тауранга в районі сучасного порту Маунт-Мангануї, в місці, що отримало назву Сульфур-Пойнт.
В 1885-му розробка активізувалась, при цьому поблизу Сульфур-Пойнт в 1884-му започаткували завод з виробництва фосфорного добрива — суперфосфату, яке отримують шляхом обробки фосфоритової сировини сульфатною кислотою (для виробництва якої й була потрібна сірка). Втім, цей невеликий завод закрився у 1900 році. Є відомості, що з 1885 по 1900 роки копальня на Вайт-Айленд видала 5000 тонн сірки.
Після періоду активної розробки в 1898—1902 роках настав більш ніж десятирічний проміжок, допоки в 1913-му компанія з канадським капіталом White Island Sulphur Company не викупила права на острів. Вона одразу інвестувала у розвиток копальні, проте в 1914-му стався обвал стінки одного з кратерів, що призвів до потоку вулканічної грязюки та загибелі всіх 10 співробітників копальні. Є відомості, що за періоди 1898—1902 та 1913—1914 років сукупно видобули 11200 тонн сріки.
В 1923 році роботи відновили та вели їх до 1933-го, коли розробка припинилась через незадовільні економічні результати, що були наслідком низького вмісту сірки в породі.